# Online novinarstvo
 Online novinarstvo  (eng. online journalism) je oblik novinarstva koji se ostvaruje putem interneta kao medija, a samim time ima neke posebnosti u načinu prezentacije sadržaja i rutinama rada.

## Povijest
U povijesti novinarstva pojava svakog novog medija dočekivala se s i strahom, a bilo je i podcjenjivanja. Novine su dugo bile jedini masovni medij na tržištu. Pojava radija najavila je kraj monopolu novina na informiranje javnosti. Bilo je mišljenja da to znači i kraj novina. Radio se brzo razvio, postao je utjecajan i važan medij, ali novine su preživjele. Svaki medij razvijao se neovisno o drugima i razvijao vlastite izražajne i stilske značajke. S pojavom televizije priča se ponovila. Novine i radio bili su ugroženi novim, atraktivnim i zanimljivim medijem. Ponovno su se javili glasovi da će TV uništiti novine i radio. Dakako, to se nije dogodilo, ali su sva tri medija razvila vrlo osebujna i različita stilska obilježja. Sada se suočavamo s posve novim medijem: elektroničkim novinama. Futurolozi predviđaju nestanak novina, barem u papirnom obliku, izumiranje radija, transformaciju TV…

## Elektroničke novine
Elektroničke novine ostaju novine, ali se u njima ne smije preslikati pisanje i obilježja novina. Tekst je osnovni način komuniciranja s čitateljima, ali to više nije tekst smješten na prostranu novinsku stranicu, nego tekst omeđen okvirom monitora na čiji ekran stane 20 redaka klasičnog novinskog teksta. Sa znanjem upotrebe Interneta kao sustava koji objedinjuje tehnološka i medijska svojstva, izvire moć da se djeluje mnogo učinkovitije i brže no kod "tradicionalnih" medija. U tom je smislu Web medij koji umrežava velik broj korisnika, a web portal mjesto gdje se vijesti obnavljaju dok događaj još traje, uz sposobnost da se u realnom vremenu izvještava javnost.

## Uredništvo
Novi mediji stvaraju i nove organizacijske oblike. Dok se klasično uredništvo novinara, radijske ili televizijske postaje mora smjestiti u nekoj prostoriji, mreža pruža sasvim druge mogućnosti. Elektroničke novine stvaraju se virtualno i klasično uredništvo je nepotrebno. Mreža povezuje sve suradnike, a prikladni softver omogućuje poštovanje tehnologije proizvodnje novina.

## Karakteristike
Internet kao medij karakteriziraju:
- neposrednost
- multimedijalnost
- interaktivnost
- upravljanje poveznicama
- arhiviranost

Arhiviranost je mogućnost pohranjivanja velikih količina informacija. Nažalost, svjedoci smo brisanja informacija koje nisu zanimljive ljudima koji upravljaju takvim sadržajima:
- 1996. godine s internetskih stranica Bijele kuće skinuti su arhivi govora tadašnjeg predsjednika Billa Clintona, koji su se kasnije ipak pojavili.[3]
- U Hrvatskoj su s internetskih stranica Narodnih novina uklonjeni podatci o imenovanjima direktora, upravnih vijeća, nadzornih odbora i drugih tijela državnih tvrtki, koji su najodgovorniji za pretvorbu i privatizaciju u Hrvatskoj tijekom 1990-ih.[4]